# Lirceus culveri
Lirceus culveri är en kräftdjursart som beskrevs av Estes och John R. Holsinger 1976. Lirceus culveri ingår i släktet Lirceus och familjen sötvattensgråsuggor. IUCN kategoriserar arten globalt som sårbar. Inga underarter finns listade i Catalogue of Life.